# Sedanstraße (München)
Die Sedanstraße ist eine Innerortsstraße im Stadtbezirk Au-Haidhausen (Nr. 5) von München.

## Verlauf
Die Straße beginnt an der Milchstraße am Genoveva-Schauer-Platz und setzt diese hier nach Nordosten abknickende Straße nach Südosten fort. Hier kreuzt die vom Max-Weber-Platz zum Rosenheimer Platz führende Straßenbahntrasse. Die Sedanstraße führt geradlinig über die Einmündung der Comeniusstraße, die zur Wörthstraße leitet, zur Kreuzung mit der Metzstraße und weiter bis zum Pariser Platz, an dem sie auf die Pariser Straße trifft. Jenseits des Platzes bildet die Gravelottestraße etwas nach Süden versetzt ihre Fortsetzung bis zur Orleansstraße.

## Geschichte
Die Straße wurde mit dem Franzosenviertel (Ostbahnhofviertel, geschütztes Ensemble E-1-62-000-48) in Haidhausen ab 1872 angelegt. Wie das ganze Viertel war auch die Sedanstraße starkem Gastarbeiterzuzug, der Entwicklung einer Alternativszene und der Gentrifizierung unterworfen.

## Verkehr
Die Straßenbahn berührt die Sedanstraße am Genoveva-Schauer-Platz.

## Namensgeber
Die Straße ist nach der Schlacht von Sedan im Deutsch-Französischen Krieg 1870/71 benannt, die am 1. und 2. September 1870 in der Nähe der französischen Stadt Sedan stattfand und mit der Gefangennahme von Kaiser Napoleon III. endete. „Sedan“ war ein wichtiger Topos im Deutschen Kaiserreich (Sedantag, Sedanfeier).

## Charakteristik

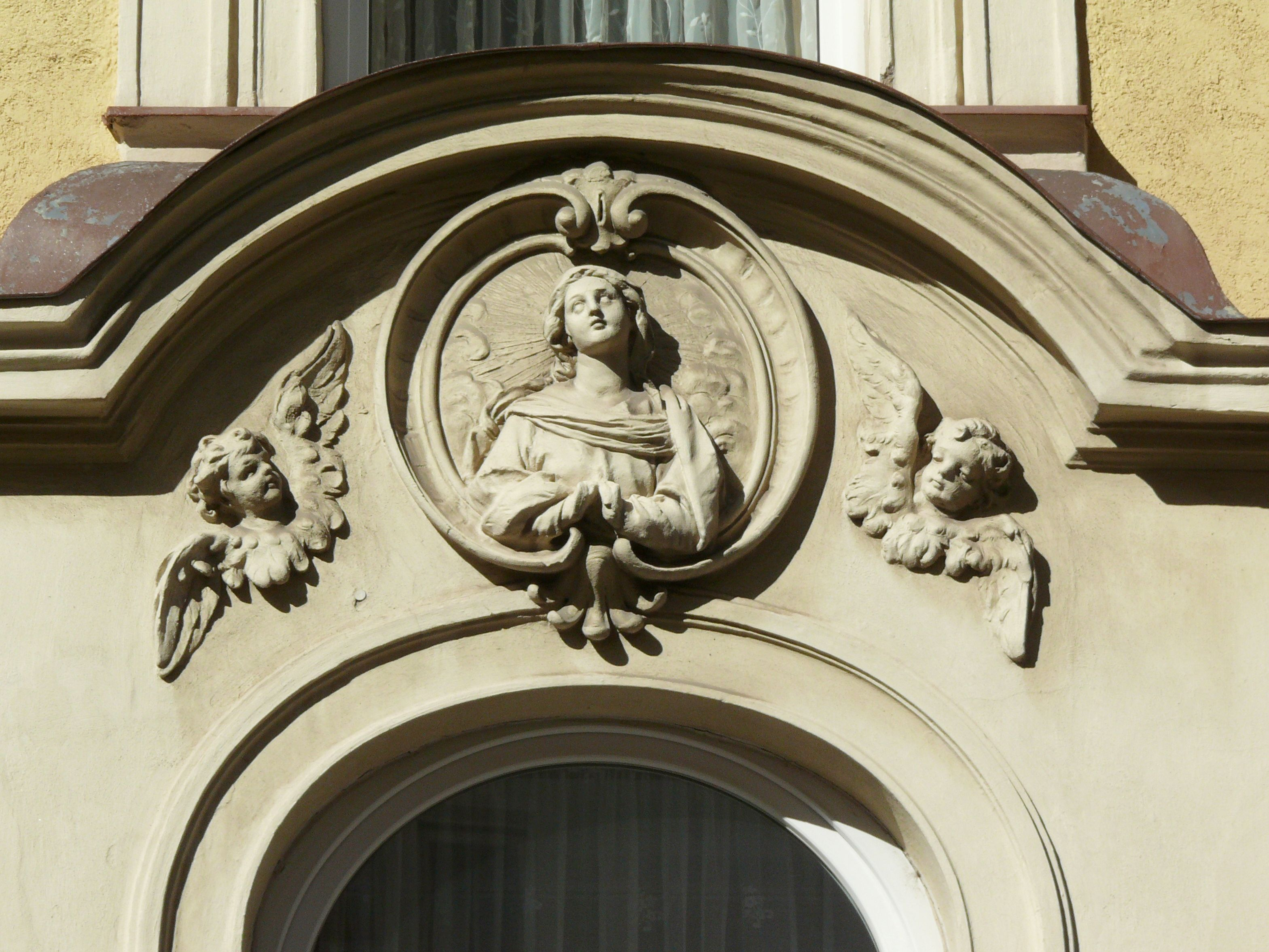
Stuckdekor an Haus Sedanstraße 3

Die Straße ist eine Vorstadtstraße des Franzosenviertels mit gründerzeitlicher, meist viergeschossiger Bebauung.

## Denkmalgeschützte Häuser
- Nr. 3: Mietshaus, viergeschossiger Neubarockbau mit Mansarddach und Erker, gegliederte Fassade mit Stuck, von Franz Hammel, 1890 (Denkmalliste D-1-62-000-6431)
- Nr. 7: Mietshaus, viergeschossiger neubarocker Eckbau mit Mansardwalmdach, Stuckdekor an Ecke und Flacherkern, von Franz Hammel, 1892 (Denkmalliste D-1-62-000-6432)
- Nr. 9: Mietshaus, viergeschossiger neubarocker Eckbau mit Flacherkern, Fassade reich gegliedert und stuckiert, von Franz Hammel, bezeichnet 1892 (Denkmalliste D-1-62-000-6433)
- Nr. 11: Mietshaus, viergeschossiger Neubarockbau mit Mansarddach, gegliederte und stuckierte Fassade, von Ferdinand Hönig, 1896–97; Gruppe mit Nr. 13 (Denkmalliste D-1-62-000-6434)
- Nr. 12: Mietshaus, viergeschossiger Satteldachbau mit übergiebeltem Zwerchhaus, Erker und Stuckdekor, in Formen der deutschen Renaissance, um 1890 (Denkmalliste D-1-62-000-6435)
- Nr. 13: Mietshaus, viergeschossiger Neubarockbau mit Mansarddach, gegliederte und stuckierte Fassade, von Ferdinand Hönig, 1896/97; Gruppe mit Nr. 11; mit Rückgebäude, gleichzeitig (Denkmalliste D-1-62-000-6436)
- Nr. 14: Mietshaus, viergeschossiger Neubarockbau mit reich gegliederter Fassade, Ende 19. Jahrhundert; mit Nr. 16 Fassade gleichartig gestaltet (Denkmalliste D-1-62-000-6437)
- Nr. 15: Mietshaus, viergeschossiger barockisierender Mansarddachbau, wohl von Ferdinand Hönig, 1897; teilweise vereinfacht, vgl. Nr. 11 und 13 (Denkmalliste D-1-62-000-6438)
- Nr. 16: Mietshaus, viergeschossiger Traufseitbau mit reich gegliederter Fassade in neubarocken Formen, Ende 19. Jahrhundert; mit Nr. 14 Fassade gleichartig gestaltet; Rückgebäude, Mietshaus, zweieinhalbgeschossiger Satteldachbau, gleichzeitig (Denkmalliste D-1-62-000-6439)
- Nr. 17: Mietshaus, viergeschossiger barockisierender Eckbau französischen Charakters mit Volutengiebeln und reich gegliederter und stuckierter Fassade, von Franz Hammel, 1893–94 (Denkmalliste D-1-62-000-6440)
- Nr. 22: Mietshaus, viergeschossiger Neubarockbau mit Satteldach und Rustizierung, gegliederte und stuckierte Fassade (Masken), um 1890; Gruppe mit Nr. 24 und 26 (Denkmalliste D-1-62-000-6441)
- Nr. 24: Mietshaus, viergeschossiger Neubarockbau mit Satteldach und Rustizierung, gegliederte und stuckierte Fassade (Masken), um 1890; Gruppe mit Nr. 22 und 26 (Denkmalliste D-1-62-000-6442)
- Nr. 25: Mietshaus, fünfgeschossig, mit zwei Polygonalerkern und Stuckdekor, in Formen der deutschen Renaissance, um 1900, wohl später aufgestockt (Denkmalliste D-1-62-000-6443)
- Nr. 26: Mietshaus, viergeschossiger Neubarockbau mit Satteldach und Rustizierung, gegliederte und stuckierte Fassade (Masken), um 1890; Gruppe mit Nr. 22 und 24 (Denkmalliste D-1-62-000-6444)
- Nr. 27: Mietshaus, fünfgeschossig, mit Polygonalerker, Giebel und Maßwerkdekor, in Formen der deutschen Renaissance, um 1900, wohl später aufgestockt (Denkmalliste D-1-62-000-6445)
- Nr. 32: Mietshaus, viergeschossiger barockisierender Satteldachbau mit Schweifgiebel und gegliederter Fassade, um 1900 (Denkmalliste D-1-62-000-6446)
- Nr. 34:  Mietshaus, viergeschossiger Neubarockbau mit Mansarddach und stuckierter Fassade, um 1890 (Denkmalliste D-1-62-000-6447)

Siehe auch die Liste der Baudenkmäler in Haidhausen

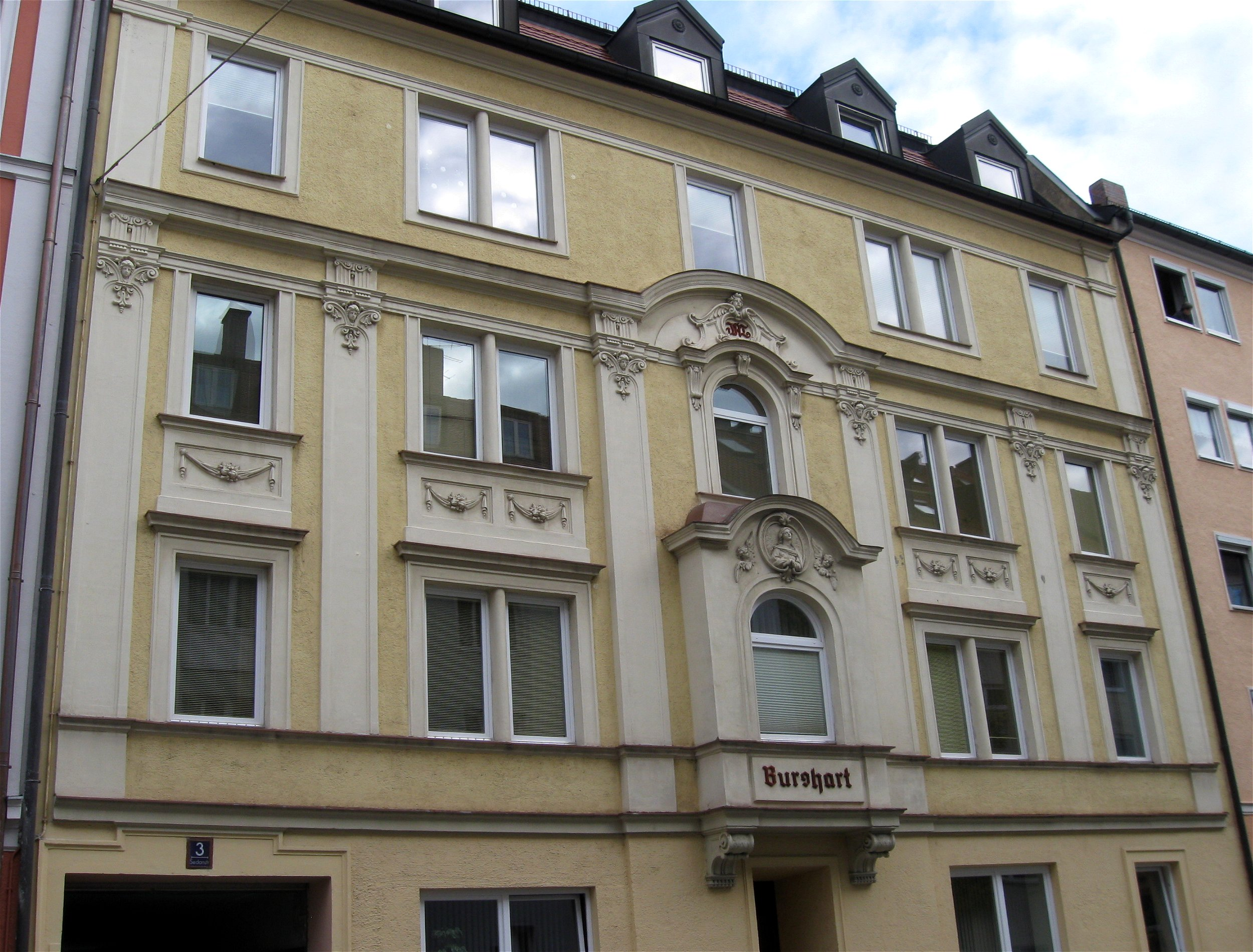
Sedanstraße 3
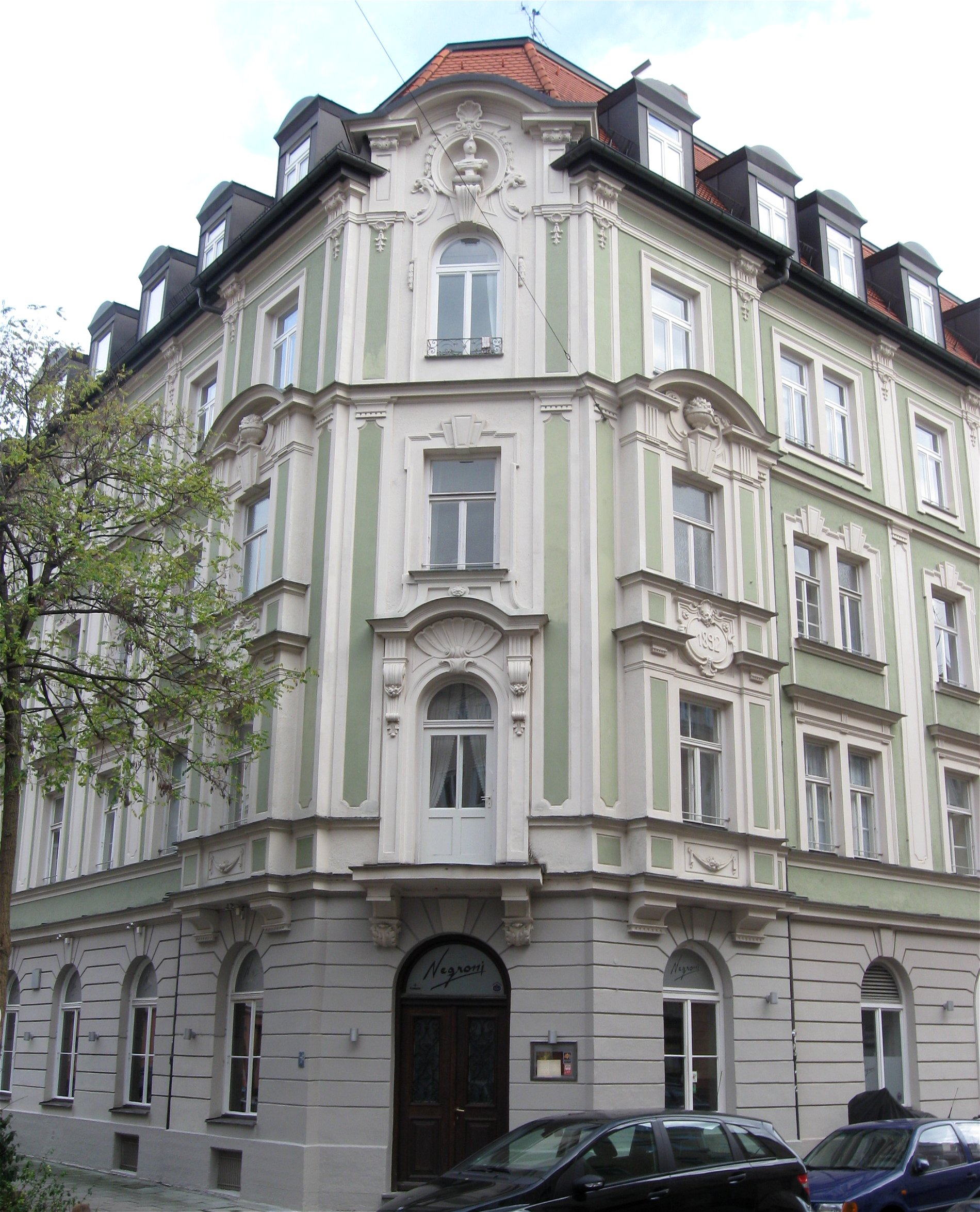
Sedanstraße 9
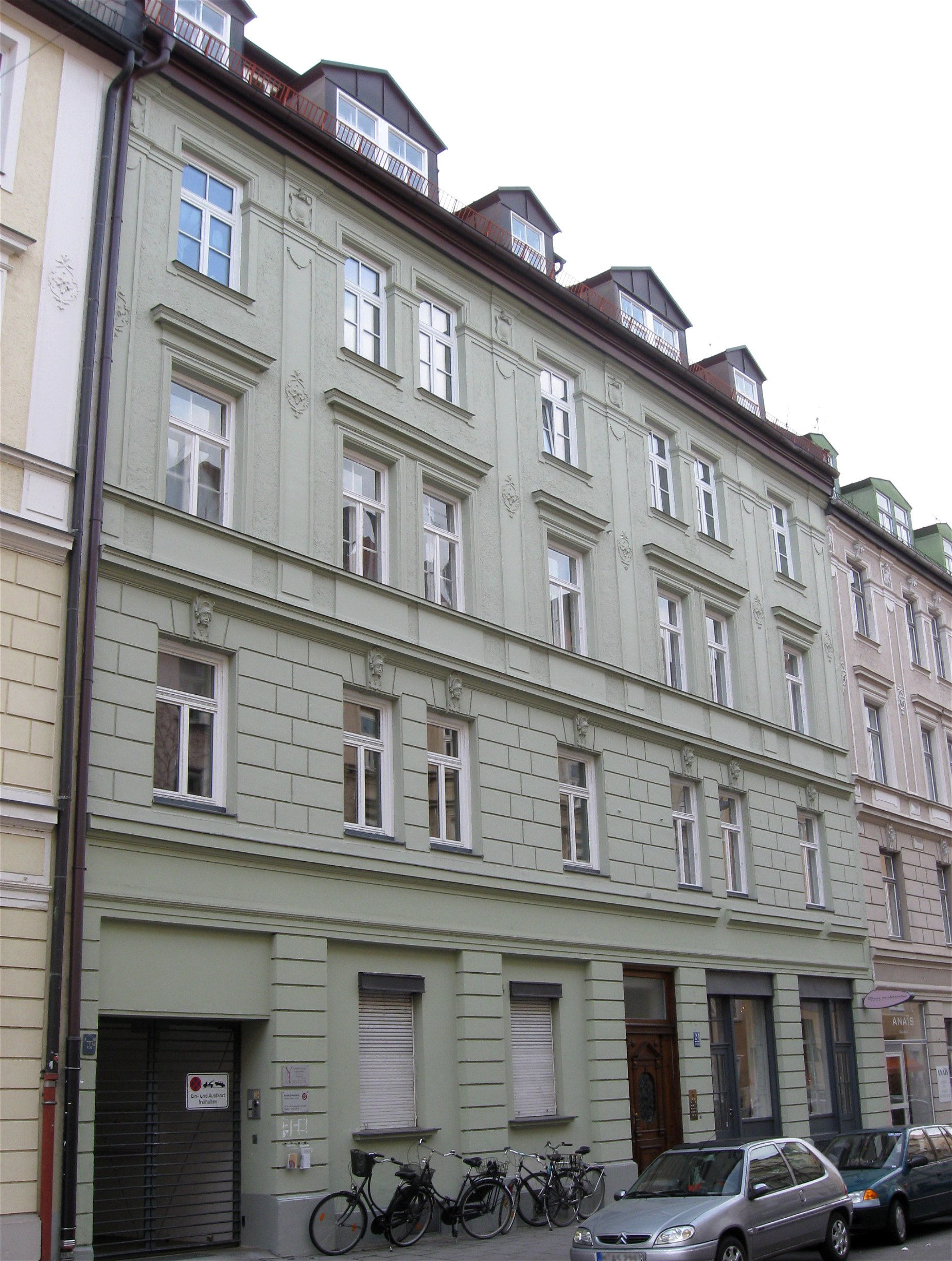
Sedanstraße 24
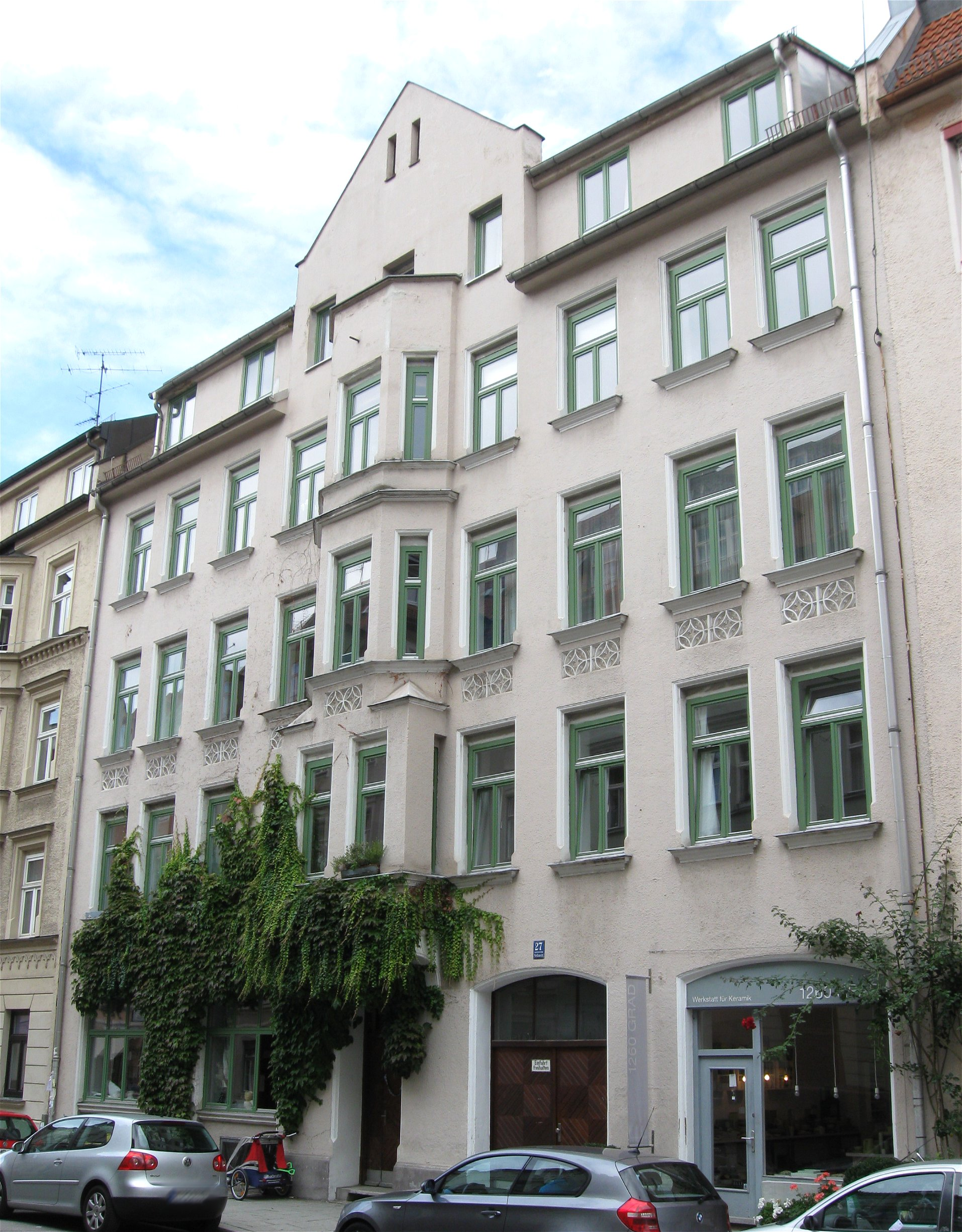
Sedanstraße 27
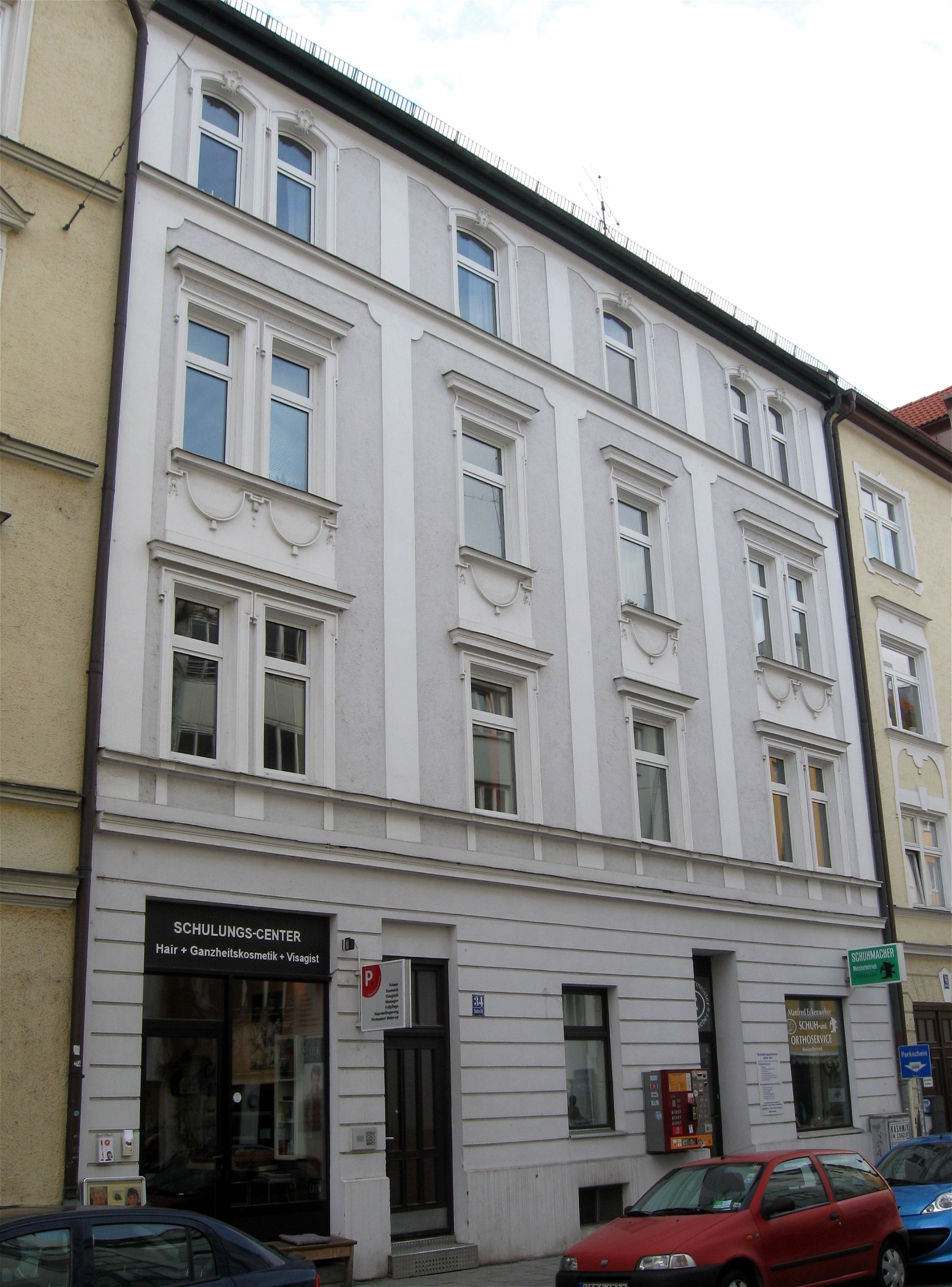
Sedanstraße 34